# Хорошівська селищна територіальна громада
Хорошівська селищна територіальна громада — територіальна громада в Україні, в Житомирському районі Житомирської області. Адміністративний центр — селище Хорошів.

## Загальна інформація
Площа території — 588,8 км², кількість населення — 18 202 особи, з них: міське — 7 579 осіб, сільське — 10 623 особи (2020).
Станом на 2018 рік, площа території громади становила 473,6 км², кількість населення — 16 281 мешканець.
У 2016 році площа громади становила 473,6 км², кількість населення — 16 644 особи.

## Населені пункти
До складу громади входять 57 населених пунктів — 2 селища (Червоногранітне, Хорошів) і 55 сіл: Березівка, Будо-Рижани, Вишняківка, Волянщина, Гайки, Галинівка, Грабівка, Грабняк, Гранітне, Грушки, Давидівка, Данилівка, Дашинка, Дворище, Заздрівка, Закомірня, Зелений Гай, Знам'янка, Зубринка, Іванівка, Калинівка, Катеринівка, Комарівка, Копанівка, Копелянка, Коритище, Краївщина, Кропивенка, Крук, Курганці, Лизник, Ліски, Мар'янівка, Михайлівка, Невирівка, Олішівка, Омелівка, Писарівка, Полівська Гута, Поліщуки, Поромівка, Радичі, Рижани, Рудня-Шляхова, Сколобів, Солодирі, Ставки, Стебниця, Суховоля, Теренці, Топорище, Торчин, Човнова, Шадура та Яблунівка.

## Історія
Утворена 3 серпня 2016 року шляхом об'єднання Хорошівської селищної та Березівської, Грушківської, Давидівської, Дашинської, Дворищенської, Зубринської, Краївщинської, Поромівської, Рижанської, Сколобівської, Суховільської сільських рад Хорошівського району Житомирської області.
Відповідно до розпорядження Кабінету Міністрів України № 711-р від 12 червня 2020 року «Про визначення адміністративних центрів та затвердження територій територіальних громад Житомирської області», до складу громади були включені території та населені пункти Радицької та Топорищенської сільських рад Хорошівського району.
Відповідно до постанови Верховної Ради України від 17 червня 2020 року «Про утворення та ліквідацію районів», громада увійшла до складу новоствореного Житомирського району Житомирської області.

## Старостинські округи
Березівський, Грушківський, Давидівський, Дашинський, Дворищенський, Зубринський, Краївщинський, Поромівський, Рижанський, Сколобівський, Суховільський.